# Estádio Nacional 11 de Novembro
O Estádio Nacional 11 de Novembro é um estádio multiuso localizado no distrito de Camama, no município de Talatona, na província angolana de Luanda. Inaugurado oficialmente em 27 de dezembro de 2009, foi construído para ser a principal sede do Campeonato Africano das Nações de 2010, realizado em Angola. Foi palco de nove jogos durante a competição, incluindo seis jogos da fase de grupos, uma partida das quartas-de-final, uma partida das semifinais e a grande final.
Sua capacidade máxima é de 48 500 espectadores, sendo o maior estádio do país e a principal casa onde a Seleção Angolana de Futebol manda seus jogos amistosos e oficiais. Além disso, os principais clubes de Luanda, como o 1.º de Agosto, o Petro de Luanda e o Benfica de Luanda também mandam ali seus jogos oficiais por competições nacionais e continentais.